# Cimetière ancien de La Tronche
Le cimetière ancien de La Tronche, ou cimetière Saint-Ferjus, est un cimetière municipal situé à La Tronche dans l'agglomération grenobloise (Isère). Il se trouve avenue Maquis-du- Grésivaudon.

## Histoire et description
Le cimetière de La Tronche ouvre à la fin du XVIIIe siècle et s'étend par trois fois par de nouveaux espaces séparés par des murs. Il y a toujours eu un lieu de sépulture en cet endroit sur fond de montagnes depuis l'époque gallo-romaine; on y a construit une église sur la tombe d'un apôtre de la région, l'évêque Ferolus (devenu saint Ferjus), martyrisé au VIIe siècle, puis une nouvelle église au XIIe siècle démolie au milieu du XIXe siècle pour la chapelle actuelle, terminée en 1866 en style néoroman. La statue de saint Ferjus qui la domine est l'œuvre de Paul Virieu. 
Quelques stèles, ornements et bas-reliefs, etc. sont à noter dans ce cimetière plutôt simple d'aspect, comme le fronton ionique des familles Avril et Perret ou la chapelle de la famille Gros néoclassique. Le seul buste qui s'y trouve est celui de Joseph Besson, directeur du journal Le Petit Dauphinois.

## Personnalités inhumées
- Joseph Besson (1862-1919), directeur du journal de gauche Le Petit Dauphinois (buste)
- Marcel Bonafous (1906-1961), préfet de l'Aveyron
- André Fugier (1896-1976), historien de la Révolution et de l'Empire
- Ernest Hébert (1817-1908), peintre, directeur de l'Académie de France à Rome
- Hippolyte Müller (1865-1933), archéologue
- Commandant Louis Nal (1902-1949), résistant
- Abbé Raillane (1756-1840), précepteur de Casimir Périer, enseignant du futur Stendhal
- Albert Recoura (1862-1945), physicien, et son fils Georges Recoura (1897-1925), historien et paléographe
- Michel de Yermoloff (1794-1870), général russe  propriétaire du château de Frohsdorf, installé en France

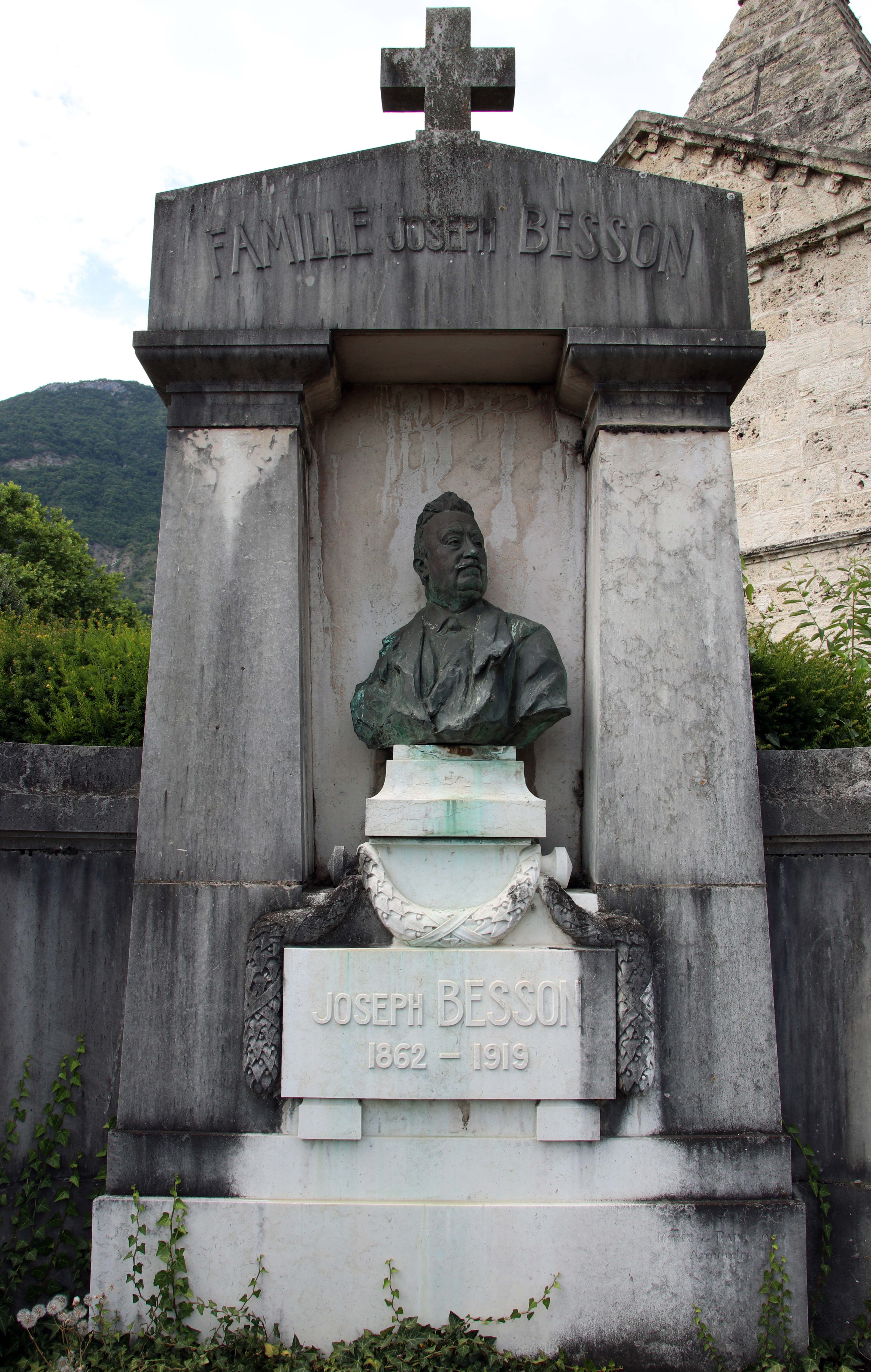
Sépulture de Joseph Besson
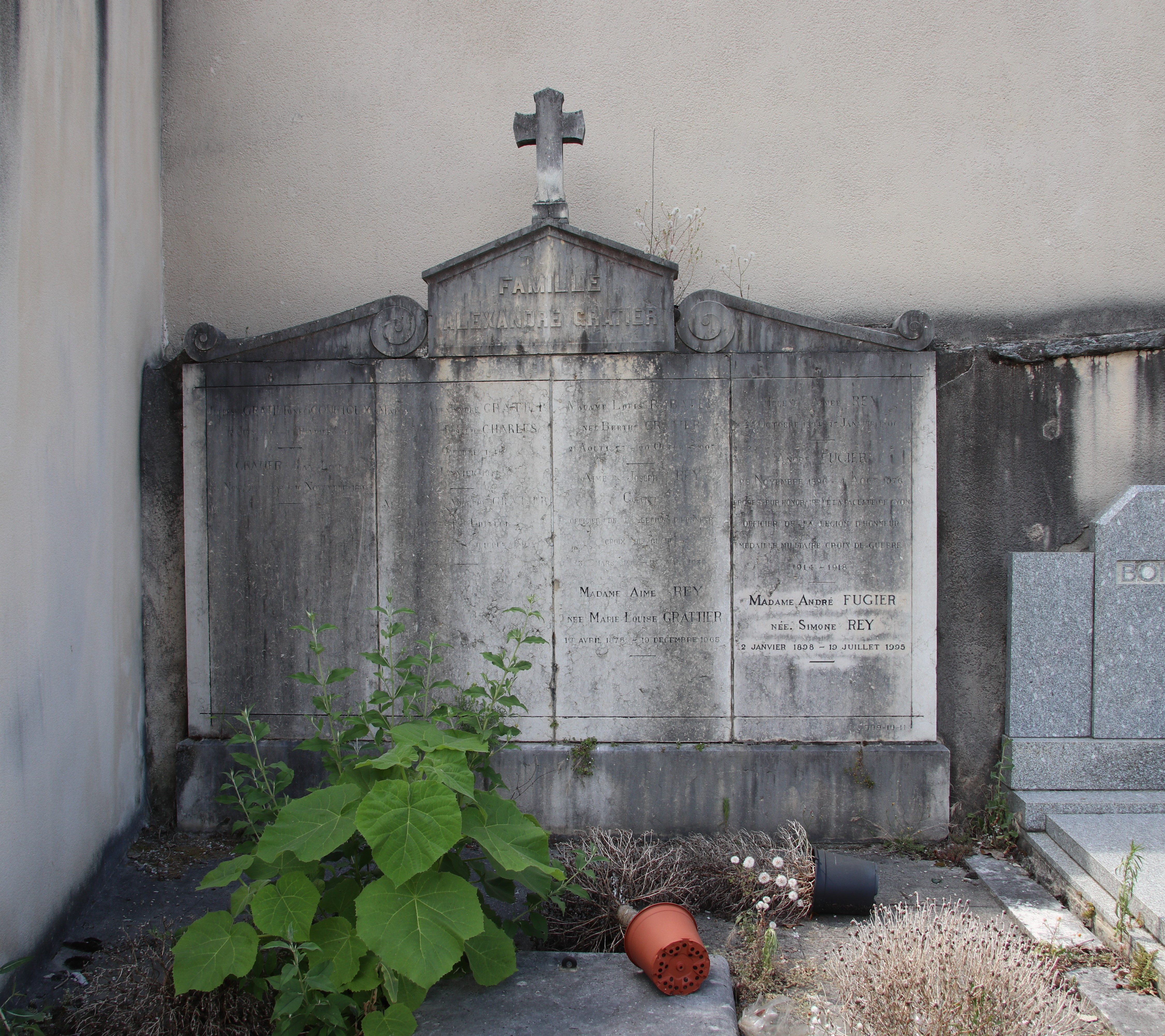
Sépulture Gratier: André Fugier
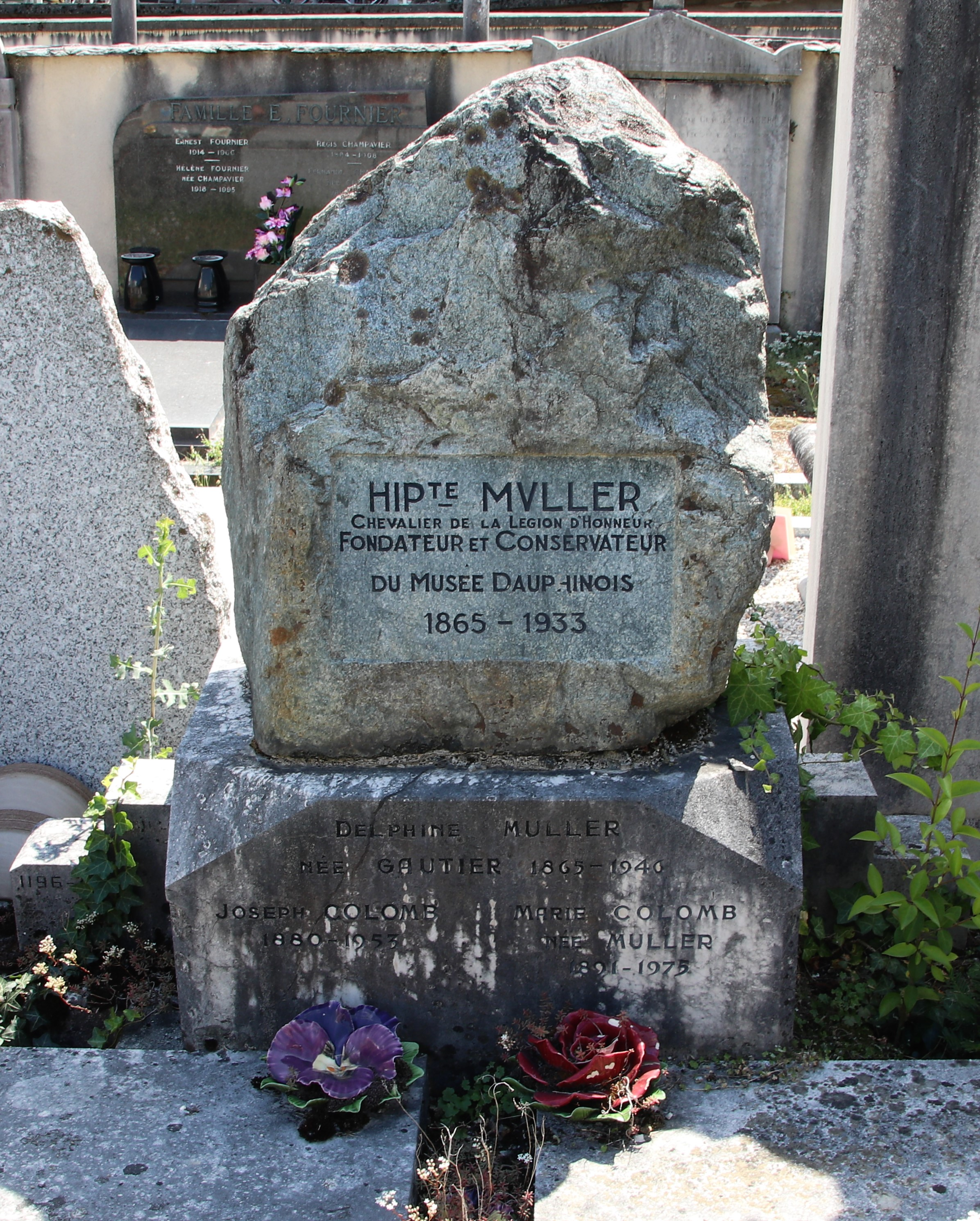
Tombe d'Hippolyte Müller